# 조계순
조계순(趙季珣, 생몰년 미상)은 고려 중기의 문신으로, 본관은 횡성(橫城)이다. 조충(趙冲)의 막내아들이다.

## 생애
1250년(고종 37) 좌승선(左承宣)으로 재직 중, 당시 무신 집권자였던 최항(崔沆)에게 딸을 출가시켰으며, 같은 해 추밀원부사(樞密院副使)로 승진했다.
그 후 관직이 문하시랑평장사(門下侍郎平章事)에 이르렀다.
시호는 광정(光定)이다.

## 가족 관계
- 증조부 - 조시언(趙時彦) : 증(贈) 사공(司空)·좌복야(左僕射)
  - 조부 - 조영인(趙永仁, 1133년 ~ 1202년) : 문하시중(門下侍中)·수문전태학사(修文殿太學士)·감수국사(監修國史)·판이부사(判吏部事)·태자태사(太子太師)·상주국(上柱國), 문경공(文景公)
    - 아버지 - 조충(趙冲, 1171년 ~ 1220년) : 수태위(守太尉)·문하시랑평장사(門下侍郞平章事)·수문전태학사·수국사(修國史)·판병부사(判兵部事), 증 문하시중, 문정공(文正公)
    - 어머니 - 수태사(守太師)·중서시랑평장사(中書侍郞平章事)·수문전태학사·감수국사·판이부사·상주국, 문의공(文懿公) 최선(崔詵, 1138년 ~ 1209년)의 장녀[5]
      - 형 - 조백기(趙伯琪)
      - 형 - 조숙창(趙叔昌, ? ~ 1234년) : 상장군(上將軍)
        - 첫째 부인 - 수태사(守太師)·중서령(中書令)·상주국·상장군·판어사대사(判御史臺事)·진강군개국공(晉康郡開國公)·식읍(食邑) 10000호·식실봉(食實封) 3000호, 경성공(景成公) 최충헌(崔忠獻, 1149년 ~ 1219년)의 장녀[5][6]
          - 장남 - 조진(趙稹)[5] : 원주목사(原州牧使), 조목(趙穆, 1524년 ~ 1606년)의 10대조

        - 둘째 부인 - 수태사·문하시랑동중서문하평장사(門下侍郞同中書門下平章事)·상장군·판이부사, 강정공(康靖公) 기윤숙(奇允肅, ? ~ 1257년)의 장녀[5]
          - 차남 - 조변(趙抃, ? ~ 1288년) : 부지밀직사사(副知密直司事)·상장군·전리판서(典理判書)
          - 3남 - 조개(趙䀭)[5] : 소경(少卿)
          - 4남 - 조유(趙宥)[5]
          - 첫째 사위 - 최항(崔沆, 1209년 ~ 1257년)[2] : 수태사·중서령·상주국·상장군·감수국사·판이부어사대사(判吏部御史臺事)·태자태사·진평군개국공(晉平郡開國公)·식읍 3000호·식실봉 1000호, 광정공(光正公)
          - 둘째 사위 - 채인평(蔡仁平, ? ~ 1284년)[5] : 동지밀직사사(同知密直司事)